# Helen Ma
 (septembre 2017).
Si vous disposez d'ouvrages ou d'articles de référence ou si vous connaissez des sites web de qualité traitant du thème abordé ici, merci de compléter l'article en donnant les références utiles à sa vérifiabilité et en les liant à la section « Notes et références ».
Helen Ma, née le 28 octobre 1948, est une actrice hongkongaise ayant fait carrière au cinéma dans les années 60 et la première partie des années 70, puis à la télévision essentiellement à partir des années 1990.

## Biographie
Un de ses rôles les plus marquants est celui de l’héroïne sourd-muette du film Deaf mute heroine qui illustre la vogue des héroïnes martiales au début des années 1970, dans la lignée des films de King Hu.

## Filmographie

### Cinéma
- 1965 : Temple of the Red Lotus : la concubine d'un héros
- 1965 : The Lark : figurante
- 1965 : The Twin Swords :  figurante
- 1966 : Sweet and Wild :  Laura Wang
- 1966 : The Perfumed Arrow :
- 1966 : The Mating Season :  figurante
- 1966 : Till the End of Time : infirmière
- 1967 : The Black Falcon : figurante sexy
- 1967 : The Cave of the Silken Web : Araignée Pourpre
- 1967 : King Cat : Impératrice Pang
- 1967 : Angel with the Iron Fists :  Mannequin
- 1967 : That Tender Age :  Ku Ling-Shih
- 1967 : Sing High, Sing Low
- 1967 : Song of Tomorrow :  figurante
- 1968 : Hong Kong Rhapsody :  Wong Chen Chen
- 1968 : The Silver Fox :  Hsiao Mei
- 1968 : When the Clouds Roll By (film, 1968) : la secrétaire
- 1969 : The Brain-Stealers : cameo
- 1969 : The Millionaire Chase : Li Xiaolin
- 1969 : Diary of a Lady-Killer : Chien Ching-Hua
- 1970 : Heads for Sale : Pao Chin-Hua
- 1970 : The Secret of the Dirk :  Xiao Lan
- 1970 : Hellgate :  Miss Wu
- Deaf and Mute Heroine (1971)  :  L’héroine
- The Invincible (1972)  :  Chang Ching
- Back Alley Princess (1973)  :  Helen Ma
- The Black Belt (1973)  :  Jane Ho
- L'Auberge du printemps (1973)  : résistante déguisée en serveuse
- Hong Kong Connection (1973)
- Bruce Lee, the Man and the Legend (1973)  :
- The Little Man, Ah Fook (1974)
- Bloody Ring (1974)
- Shanghai Blues (1984)
- Love in a Fallen City (1984)  :  Mme Hsu
- Hong Kong Gigolo (1990)
- Royal Tramp II (1992)  : La Divine Nonne Manchote
- Angel of the Road (1993)
- The Sword Stained with Royal Blood (1993)  : épouse de Kuei
- Queen of Kowloon (2000)  :
- The Trouble-Makers (2003)  :
- Return of the Cuckoo (2015)

### Télévision

#### Séries télévisées
- 1979 : Dragon Strikes : Yan Juen
- 1989 : Song Bird (en)
- 1991 : Ming Wan Mai Kung : Chui Wai-Yu
- 1991 : Man from Guangdong (en)
- 1995 : Sun diu hap lui : Ying Gu
- 1995 : A Kindred Spirit (en)
- 1995 : The Condor Heroes 95 (en)
- 1997 : Tin lung bak bo : Sun Seun-ching
- 1998 : Armed Reaction (en) : Ho Kam Mui
- 1999 : Happy Ever After (en)
- 2000 : Return of the Cuckoo (en)
- 2001 : Armed Reaction III (en) : Ho Kam Mui
- 2001 : Virtues of Harmony (en)
- 2003 : Virtues of Harmony II (en)
- 2003 : Armed Reaction IV (en) : Ho Kam Mui
- 2005 : Fat shan chaan sin sang : Chan Yuk-hing
- 2005 : Real Kung Fu (en)
- 2006 : The Dance of Passion (en) : Gwai-laan
- 2006 : At Home with Love (en)
- 2007 : Life Art (en)
- 2007 : A Change of Destiny (en)
- 2008 : A Journey Called Life (en)
- 2008 : Speech of Silence (en)
- 2008 : Legend of the Demigods (en)
- 2008 : The Gem of Life (en): Margaret Song (2008-2009)
- 2008 : When Easterly Showers Fall on the Sunny West (en)
- 2009 : Rosy Business (en)
- 2009 : Burning Flame III (en)
- 2009 : Gan Gwok Hiu Hung : Yau Man's Mother
- 2010 : Fei nui ching cheun : Angela
- 2010 : Kan kwok hiu hung chi Yee hoi ho ching : Chow Tit
- 2010 : Cupid Stupid (en)
- 2010 : A Fistful of Stances (en)
- 2010 : Fly with Me : Jiu Fung Hing
- 2010 : Transferred Connection Temptation
- 2010 : TThe Mind Reading Detective
- 2010 : Every Move You Make (en)
- 2010 : No Regrets: Chow Tit
- 2010 : Links to Temptation (en) : Leung Kwai-fan
- 2010 : Only You (en) : Wong Mei-ho
- 2010 : Be Home for Dinner (en) : Dau Kwai-lam
- 2011 : The Other Truth (en) : Cheng Suk-kuen
- 2011 : The Life and Times of a Sentinel (en) : Ko Choi-king
- 2012 : The Confidant (en) : Tujin Kwai-so
- 2013 : The Day of Days (en) : Wong Mei-ling
- 2010 : Missing You
- 2013 : Outbound Love (en) : Lei Lai Sze
- 2014 : Storm in a Cocoon (en)
- 2015 : Come Home Love 2 (en)
- 2015 : Every Step You Take (en)